# Der fliegende Ferdinand
Der fliegende Ferdinand (tschechisch Létající Čestmír) ist eine sechsteilige (im deutschen Fernsehen manchmal auch in elf Teilen gezeigte) tschechoslowakische Fernsehserie aus den Jahren 1982/84. Sie wurde sowohl im DDR-Fernsehen unter dem Titel Der Zauberstein als auch im WDR ausgestrahlt.

## Handlung
Der Junge Ferdinand Trenkel wird eines Morgens von einem Meteoriten verschluckt, der ihn auf den Planeten der Blumen befördert. Er erhält dort Samen, aus denen zwei Blumen wachsen. Riecht er an der einen, kann er fliegen, riecht er an der anderen, wird er vorübergehend erwachsen und sieht aus wie sein Vater.
Auch Ferdinands Lehrer Philipp Janda besucht den Planeten der Blumen. Er bringt von dort ebenfalls Samen für Wunderblumen mit, mit denen er hofft, die Menschheit zu verbessern: Sie heilen Krankheiten, steigern die Intelligenz, erhöhen die Körperkraft, machen gütig und geben die Jugend zurück. Der neugierige Friseur Blecha jedoch stiehlt die Blumen aus dem „Institut für die allgemeine Perfektionierung der Menschheit“ und setzt sie für seine eigenen Zwecke ein.

## Entstehung und Veröffentlichung
Die Dreharbeiten fanden hauptsächlich in Mělník statt, das Institut stand in einem östlichen Stadtteil von Prag.
| Figur                              | Darsteller              | Deutscher Sprecher       | Deutscher Sprecher DDR |
| ---------------------------------- | ----------------------- | ------------------------ | ---------------------- |
| Ferdinand Trenkel                  | Lukáš Bech              | Benjamin Brüdern         |                        |
| Bernhard Trenkel                   | Vladimír Menšík         | Wolfgang Völz            | Erhard Köster          |
| Helene Trenkel                     | Zdena Hadrbolcová       |                          |                        |
| Susanne Trenkel                    | Ivana Andrlová          | Inez Günther             | Janina Hartwig         |
| Barbara Bartels                    | Žaneta Fuchsová         | Alana Horrigan           |                        |
| Barbara Bartels (Erwachsen)        | Simona Stašová          | Alana Horrigan           |                        |
| David Pelz                         | Jan Kreindl             | Andreas Dihm             |                        |
| David Pelz (Erwachsen)             | Jiří Lábus              | Andreas Dihm             |                        |
| Lehrer Philipp Janda               | Ivan Vyskočil           | Randolf Kronberg         | Peter Reusse           |
| Lehrerin Knobloch                  | Jiřina Bohdalová        | Evelyn Gressmann         |                        |
| Professor Ottokar Langmeier        | Jiří Sovák              | Holger Hagen             | Horst Kempe            |
| Professor Ottokar Langmeier (Jung) | Viktor Král             |                          |                        |
| Dozent Thiele                      | Luděk Kopřiva           | Franz Rudnick            |                        |
| Friseur Berti Blecha               | Petr Nárožný            | Wolfgang Hess            | Hans-Joachim Hanisch   |
| Frau Blecha                        | Iva Janžurová           | Dinah Hinz               |                        |
| Oskar Blecha                       | Antonín Kala            | Hubertus von Lerchenfeld |                        |
| Lehrerin                           | Jaroslava Kretschmerová |                          |                        |
| Schuldirektorin                    | Stella Zázvorková       |                          |                        |
| Dr. Wagner                         | Cestmir Randa           | Max Eckard               | Arnim Mühlstädt        |
| Dr. Johanson                       | Vít Olmer               | Sigmar Solbach           | Manfred Wagner         |
| Dozent Schubert                    | Lubomír Kostelka        | Fred Maire               |                        |
| Psychiater Klepác                  | Ladislav Křiváček       |                          |                        |
| Erzähler                           | Alena Karesová          | Ulli Philipp             |                        |

Ab dem 28. September 1984 zeigte die ARD die Erstausstrahlung als Sechs-Teiler:
1. Der blaue Stein (Modrý kámen)
2. Blumenduft und Hausarrest (Šest květináčů)
3. Sind wir nicht zufällig genial? (Geniální rodina)
4. Direktor Dr. Dummkopf (Velký vezír)
5. Die Familie auf dem Ast (Rodina na větvi)
6. Die letzte Blume (Poslední květina)

1990 zeigte West 3 erstmals eine in elf Folgen umgeschnittene Fassung. Die Folgen sind lediglich durchnummeriert und tragen keine Titel. Diese Fassung wurde auch auf DVD als Der fliegende Ferdinand – Die komplette Serie herausgegeben.
In der DDR lief die Serie als Zwölf-Teiler:
1. Ein merkwürdiges Gerät
2. Der Flug ins Klassenzimmer
3. Hausarrest
4. Der Blumendieb
5. Blechas sind verrückt
6. Der geniale Schüler
7. Vater kann fliegen
8. Oskar ist der Größte
9. Die verschwundene Blume
10. Die Familie auf dem Baum
11. Oskar wird entlarvt
12. Endlich einen Bruder

## Weiterführende Informationen
Filmmusik
- Die Musik von Karel Svoboda ist zusammen mit der Musik aus der Fernsehserie Die Besucher auf einer CD in der Tschechischen Republik erschienen.

Literatur
- Miloš Macourek: Der fliegende Ferdinand. Köln 1984, ISBN 3-8025-5028-5.
- Michael Reufsteck, Stefan Niggemeier: Das Fernsehlexikon. Goldmann Verlag 2005, ISBN 3-442-30124-6

Weblinks
- Der fliegende Ferdinand bei IMDb
- Der fliegende Ferdinand bei Fernsehserien.de